# San Antonio Abad, Guerrero
San Antonio Abad är en ort i Mexiko.   Den ligger i kommunen Ayutla de los Libres och delstaten Guerrero, i den södra delen av landet, 280 km söder om huvudstaden Mexico City. San Antonio Abad ligger 321 meter över havet och antalet invånare är 687.
Terrängen runt San Antonio Abad är kuperad österut, men västerut är den platt. Runt San Antonio Abad är det ganska tätbefolkat, med 58 invånare per kvadratkilometer. Närmaste större samhälle är Ayutla de los Libres, 8,2 km norr om San Antonio Abad. Omgivningarna runt San Antonio Abad är en mosaik av jordbruksmark och naturlig växtlighet.